# Pablo Martín Jones
Pablo Martín Jones (* 1980 in Madrid) ist ein spanischer Jazz- und Weltmusiker (Perkussion) und Komponist.

## Leben und Wirken
Martín Jones wuchs in Madrid als Sohn eines amerikanischen Flamenco-Gitarristen und einer Flamenco-Tänzerin auf. Von klein auf von Musik umgeben, begann er sich besonders für Perkussion zu interessieren. Ausgehend vom Flamenco erkundete er verschiedene Stile und erweiterte sein Instrumentarium.
Martín Jones hat mit Künstlern unterschiedlichster Disziplinen und Stile zusammengearbeitet wie Fetén Fetén, Jorge Drexler oder Tanxugueiras. Er produzierte das Album Astro Azul des Duos Versonautas (das Ana Sanahuja und Roqui Albero bilden). Seit 2019 gehörte er zum Trio von Moisés P. Sánchez (Unbalanced, Bach (Re)Inventions). Er komponierte die Musik für die Fernsehserie Malaka (2019),, weiterhin für Tanz, darstellende Kunst und audiovisuelle Medien. Er ist auch auf Alben von Eva Durán, La Shica, Carmen París/Nabyla Maan, Raúl Rodríguez oder Joaquín Sabina zu hören.
Als Dozent am Madrider Centro Superior Música Creativa lehrt Martín Jones im Rahmen des Bachelor-Studiengangs für Musikausführung.